# Mackenyu
Mackenyu Arata (Japans: 新田真剣佑, Hepburn: Arata Makken'yū), geboren als Mackenyu Maeda (前田真剣佑, Maeda Makken'yū), mononiem bekend als Mackenyu (Los Angeles, 16 november 1996) is een in de Verenigde Staten geboren Japans acteur.
Mackenyu werd geboren in Little Tokyo, Los Angeles en is de zoon van acteur en vechtkunstenaar Sonny Chiba. Hij is bekend met de rol van Arata Wataya in de Chihayafuru live-action trilogie in 2016, wat hem in 2017 de 40e Japan Academy Newcomers of the Year Award opleverde. Sindsdien heeft hij personages geportretteerd in vele andere bewerkingen van populaire mangafilms, waaronder JoJo's Bizarre Adventure: Diamond Is Unbreakable Chapter I (2017), Tokyo Ghoul S (2019), Rurouni Kenshin: The Final (2021), als hoofdrolspeler Pegasus Seiya in Knights of the Zodiac en als Roronoa Zoro in One Piece (beide 2023).

## Filmografie

### Film
| Jaar                                     | Titel                                                      | Rol                      | Opmerkingen |
| ---------------------------------------- | ---------------------------------------------------------- | ------------------------ | ----------- |
| 2015                                     | Tadaima                                                    | George                   |             |
| 2015                                     | Kamen Rider Drive: Surprise Future                         | Eiji Tomari              |             |
| 2015                                     | Take a Chance                                              | Masa                     | Hoofdrol    |
| 2016                                     | Chihayafuru Part 1                                         | Arata Wataya             |             |
| 2016                                     | Chihayafuru Part 2                                         | Arata Wataya             |             |
| 2016                                     | Night's Tightrope                                          | Hikaru Makise            |             |
| 2016                                     | Bittersweet                                                | Atsushi Babazono         |             |
| 2017                                     | Let's Go, Jets!                                            | Kōsuke Yamashita         |             |
| 2017                                     | JoJo's Bizarre Adventure: Diamond Is Unbreakable Chapter I | Okuyasu Nijimura         |             |
| 2017                                     | Peach Girl                                                 | Kazuya "Tōji" Tōjigamori |             |
| 2018                                     | Pacific Rim Uprising                                       | Cadet Ryoichi            |             |
| 2018                                     | Chihayafuru Part 3                                         | Arata Wataya             |             |
| 2018                                     | Over Drive                                                 | Naozumi Hiyama           | Hoofdrol    |
| 2018                                     | Impossibility Defense                                      | Asao Momose              |             |
| 2018                                     | Code Blue: The Movie                                       | Akio Kishida             |             |
| 2019                                     | 12 Suicidal Teens                                          | Shinjirō                 | Hoofdrol    |
| 2019                                     | Tokyo Ghoul S                                              | Sōta                     |             |
| 2019                                     | NiNoKuni                                                   | Haru (stem)              |             |
| 2020                                     | Kaiji: Final Game                                          | Minato Hirose            |             |
| 2020                                     | Our 30-Minute Sessions                                     | Aki Miyata               | Hoofdrol    |
| 2020                                     | Tonkatsu DJ Agetarō                                        | Gast van VIP-kamer       | Cameo       |
| 2021                                     | Brave: Gunjō Senki                                         | Aoi Nishino              | Hoofdrol    |
| 2021                                     | The Master Plan                                            | Makoto                   | Hoofdrol    |
| 2021                                     | Rurouni Kenshin: The Final                                 | Yukishiro Enishi         |             |
| 2022                                     |                                                            |                          |             |
| Fullmetal Alchemist: The Revenge of Scar | Scar                                                       |                          |             |
| Fullmetal Alchemist: The Final Alchemy   | Scar                                                       |                          |             |
| 2023                                     | Knights of the Zodiac                                      | Pegasus Seiya            | Hoofdrol    |

### Televisie
| Jaar | Titel                                        | Rol               | Netwerk  | Opmerkingen         |
| ---- | -------------------------------------------- | ----------------- | -------- | ------------------- |
| 2015 | Yume wo Ataeru                               | Masaaki           | Wowow    | Miniserie           |
| 2016 | Sakurasaku                                   | Ippei             |          | Hoofdrol, miniserie |
| 2016 | Tomorrow, I'll Surely Love You Again         | Shouta            | Fuji TV  | Hoofdrol, miniserie |
| 2016 | Brass Dreams                                 | Ren Kitora        | TBS      |                     |
| 2017 | Fugitive Boys                                | Ichihashi Tetsuto | Fuji TV  |                     |
| 2018 | Kiss that Kills                              | Takauji Namiki    | NTV      |                     |
| 2019 | Two Homelands                                | Yu Amada          | TV Tokyo | Miniserie           |
| 2019 | Our Dearest Sakura                           | Aoi Kijima        | NTV      |                     |
| 2020 | Remote de Korosareru                         | Nomura Yusaku     | NTV      | Hoofdrol, special   |
| 2021 | The End of the Tiny World: Half A Year Later | Makoto            | dTV      | Hoofdrol            |
| 2021 | Ichikei's Crow: The Criminal Court Judges    | Bunta Ishikura    | Fuji TV  |                     |
| 2023 | One Piece                                    | Roronoa Zoro      | Netflix  | Hoofdrol            |